# Gerardo Fernández Albor
Gerardo Fernández Albor (Santiago de Compostela, La Coruña, 7 de septiembre de 1917-ibidem, 12 de julio de 2018) fue un político español de Alianza Popular y más tarde del Partido Popular. Fue el primer presidente de la Junta de Galicia (1982-1987) y, posteriormente, diputado del Parlamento Europeo (1989-1999).

## Biografía
Gerardo Fernández Albor nació en Santiago de Compostela el 7 de septiembre de 1917 en el seno de una familia de clase obrera, siendo el segundo de cinco hermanos. Hizo sus primeros estudios y el bachiller en el colegio de las Huérfanas y en la academia Gelmírez. Comenzó a estudiar Medicina en la Facultad de Medicina de la Universidad de Santiago de Compostela, estudios que se van a ver interrumpidos en 1936 al comienzo de la Guerra Civil española. Gerardo se enroló en las filas del bando nacional; sin embargó pasó gran parte de la Guerra fuera de España. Primero luchó en Brunete y en Belchite, luego se embarcó en el buque nacional Baleares, que abandonó antes de su hundimiento. Después de estos hechos, en 1938 y ya habiendo ascendido a alférez dentro del bando nacional decide marchar a la Alemania nazi. Bajo las órdenes de Hitler pasó a formar parte de las Luftwaffe donde perfeccionaría su destreza como piloto aprendiendo los distintos tipos de bombardeos y maniobras de combate. Dentro de las Luftwaffe llegó a ascender hasta ser teniente de la fuerza aérea alemana. Su promoción, la 9.ª BIS se tituló el 26 de febrero del 1939, solo seis meses antes de comenzar la Segunda Guerra Mundial.
Una vez terminada la guerra regresó a Compostela con la graduación de teniente piloto de aviación y con tres condecoraciones, terminó la licenciatura en Medicina. Amplió su formación médica preparando el doctorado en Madrid, obteniendo el título de doctor por la Universidad de Salamanca. No serán éstas las únicas ciudades en las que amplía su formación: Barcelona, Viena, Londres, París o Lyon serían las ciudades a las que acude para especializarse en Cirugía General y Digestiva, área en la ejercerá como médico especialista tras finalizar su formación.
Su carrera y su fama fueron creciendo[cita requerida]  en Galicia, España y en el extranjero, compatibilizando su labor clínica con la promoción institucional de la medicina a través de distintas sociedades científicas en las que se integra o contribuye a su creación. Ostentó la presidencia de la Sociedad Española de Coloproctología, miembro de honor de la Asociación Española de Endoscopia Digestiva, presidente de la Sociedad de Cirugía de Galicia, y también presidió  la asamblea local de la Cruz Roja en Compostela. Promovió  la creación de la Academia Médico-Quirúrgica de Santiago de Compostela, de la que fue nombrado presidente.
Su compromiso social lo llevó a presidir el Patronato de la Universidad de Santiago de Compostela. En el ámbito de la medicina pública desempeña el cargo de jefe del servicio de Cirugía General en el centro Concepción Arenal, de Santiago de Compostela; y fundó el hospital privado y centro asistencial Policlínico La Rosaleda (actualmente Hospital HM Rosaleda), del que fue director.
Debido a su contacto con importantes intelectuales y galleguistas de los años 50 y 60, como Domingo García-Sabell, Ramón Piñeiro, Fermín Penzol o la editorial Galaxia, nace su compromiso con Galicia. Participó en la creación de la Sociedad de Desarrollo Integral de Galicia y la editorial SEPT (Sociedad de Estudios, Publicaciones y Trabajos). Además junto con otros galleguistas funda el Patronato de la Fundacion Penzol, Fundación Rosalía de Castro, Fundación Alfredo Brañas, Fundación Otero Pedrayo y de la Fundación Castelao, siendo miembro-fundador de todas ellas. Colabora en la creación y fundación del "Instituto da Lingua Galega" de la Universidad de Santiago de Compostela, del "Instituto Galego de Información" o del Museo del Pueblo Gallego.
Su sensibilidad cultural lo lleva a la presidencia de Música en Compostela, a su nombramiento como miembro del Consejo Nacional de Mayores, al Consejo Asesor de la Fundación Galicia-Europa, o a la presidencia de la fundación Camino de Santiago.
Su profundo sentido galleguista y su preocupación por la sociedad gallega, lo llevó a participar en política en los primeros años de la transición gallega, formando parte de "Realidade Galega", un colectivo formado por un gran número de intelectuales de la Galicia del momento, de tendencia galleguista conservadora. Pero su gran paso en la política lo dará cuando  Manuel Fraga Iribarne, presidente de Alianza Popular en España, le pide que encabece las listas electorales de este partido en Galicia en las primeras elecciones autonómicas, convocadas en octubre de 1981. Fernández Albor aceptaría, pero como independiente. Tras ganar dicha convocatoria electoral, pronuncia su discurso de investidura el 20 de enero de 1982, siendo investido como presidente de la Junta de Galicia un día después, el día 21.
Durante su primer mandato realizó la labor más ardua a la que tuvo que hacer frente, recibir y gestionar las primeras competencias exclusivas como comunidad autónoma. Además estableció la capital de Galicia en Santiago de Compostela, convirtiendo esta ciudad en la sede de las instituciones autonómicas.
Con el fin de mantener el clientelismo político, en 1984 se reunió con los jefes del narcotráfico en Galicia, que estaban fugados en Portugal para evitar su detención en una redada.
Debido a la reunión, tuvo que comparecer en el Parlamento de Galicia, donde declaró lo siguiente:

No me tengo que avergonzar por hablar con unos señores que podían ser o no delincuentes.
 Gerardo Fernández Albor, noviembre de 1984

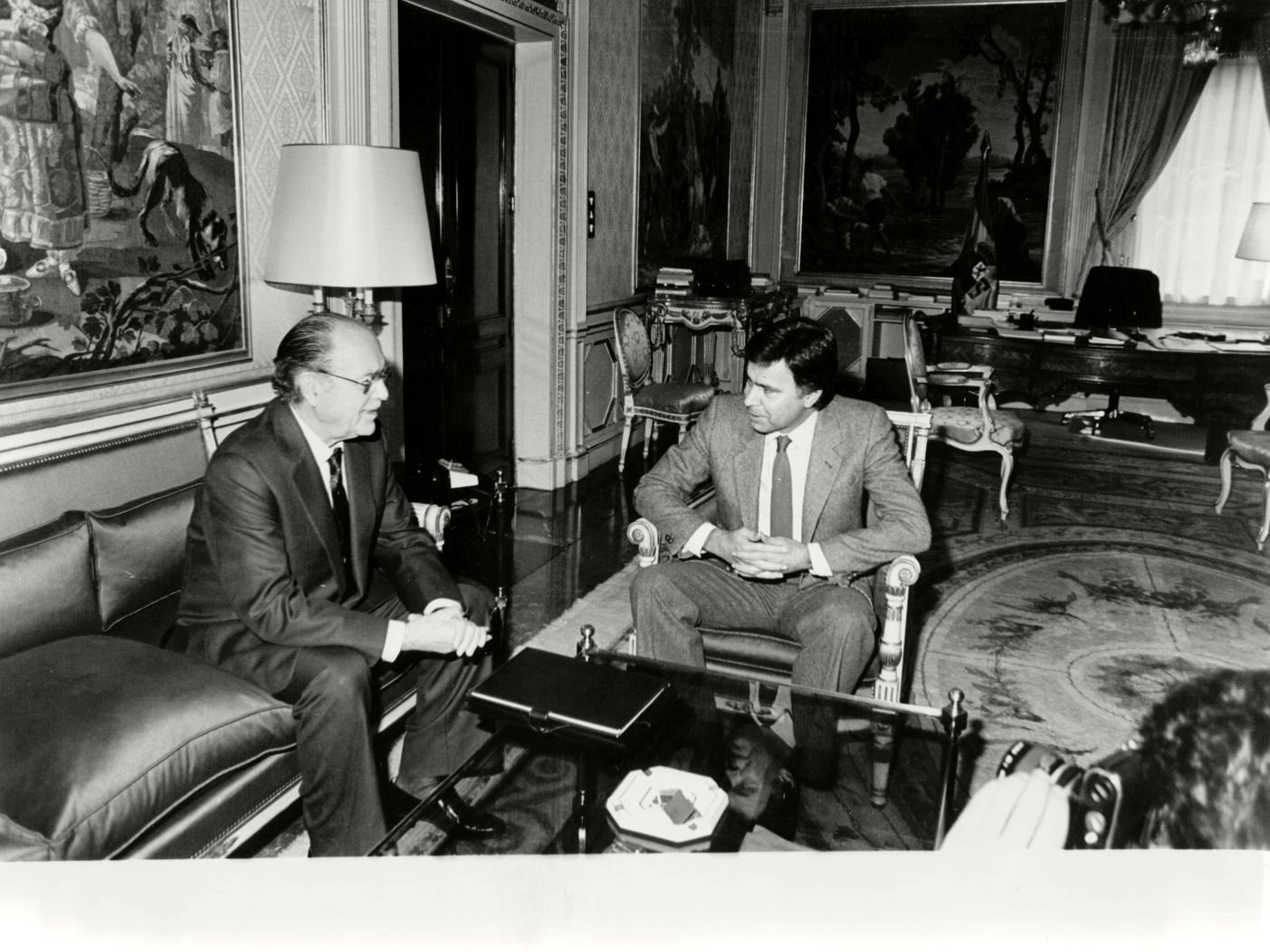
Recibido por Felipe González en La Moncloa en enero de 1985

Fue reelegido presidente en las elecciones autonómicas de 1985, donde logró  un gran éxito electoral que le otorgó 34 de los 71 diputados representados en el Parlamento gallego. Pero esta nueva presidencia tan solo duró aproximadamente un año, ya que la moción de censura promovida por su propio vicepresidente José Luis Barreiro, que abandonó Alianza Popular y fundó la Unión Demócrata Galega, que junto al PSdG, Coalición Galega y el Partido Nacionalista Galego ponen fin a esta segunda etapa de la presidencia de Fernández Albor, pero no su carrera política, que, a partir de este momento, se amplía a España y, sobre todo, a Europa.
En esta nueva etapa funda el Partido Popular de Galicia y sucede a Manuel Fraga Iribarne en la presidencia nacional del Partido Popular, heredero de Alianza Popular. En 1989, tras dejar la presidencia del Partido Popular, comienza se deriva como eurodiputado en el Parlamento de Europa, llegando a recibir los mayores reconocimientos a nivel internacional por su labor como europarlamentario.[cita requerida]. En su primera etapa en Europa presidió la Comisión creada para la reunificación de Alemania. Este logro le supuso el reconocimiento del que se sintió más orgulloso. El presidente del Bundestag alemán, Norbert Lammert, colgó su retrato en la Galería de Ilustres del Parlamento alemán.
Durante la segunda legislatura en la cámara europea preside  la Comisión de Asuntos Exteriores, fue  el vicepresidente de la Delegación América del Sur y Mercosur. Entre otras responsabilidades, también fue vicepresidente del Centro Latinoamericano para las Relaciones con Europa (CELARE), vicepresidente del Buró Político del Partido Popular Europeo y presidente/fundador del Intergrupo Camino de Santiago en el Parlamento Europeo.
Gerardo Fernández Albor falleció el 12 de julio de 2018 en Santiago de Compostela a la edad de 100 años. Se decretaron tres días de luto oficial en Galicia por la muerte del primer presidente autonómico de la Junta de Galicia.
Gerardo estaba casado con Asunción Baltar Tojo, fallecida en su domicilio el 2 de agosto de 2022. Sus restos mortales, descansan junto a los de su marido, en el panteón de Boisaca.

## Condecoraciones y premios
- Comunidad autónoma de Galicia:

- - Medalla de Oro del Corpus Christi de la Villa de Ponteareas (2004).
  - Medalla de Irmán Maior (hermano mayor) da Archicofradía Universal del Apóstol Santiago (2008).
  - Medalla de Oro de Santiago de Compostela (2009), además de ser nombrado hijo predilecto de la ciudad.
  - Medalla de Oro de Galicia (2009), máxima distinción concedida por el Gobierno de esta comunidad.
  - Premio Gallego del Año otorgado por el Grupo El Correo Gallego (2009).
  - Socio de honor de la Asociación de Vecinos As Dunas de Corrubedo, localidad que visitó varias veces siendo presidente de la Junta de Galicia y de la que fue gran benefactor.

- Nacionales:

- - Gran cruz de la Orden de Isabel la Católica.
  - Medalla de Oro del Senado de España.
  - Cruz del Mérito Militar con distintivo rojo.
  - Cruz de Guerra.
  - Medalla de Oro de la Sociedad Española de Coloproctología.

- Internacionales:

- - Gran cruz del Mérito con Estrella de la Orden del Mérito de la República Federal de Alemania.
  - Medalla Robert Schuman.
  - Gran cruz de la Orden Bernardo O'Higgins de Chile.
  - Gran cruz del Libertador San Martín de Argentina.
  - Gran cruz de la Orden Diego de Losada de Venezuela.
  - Medalla de Oro de todos los centros gallegos del mundo (por su labor con la emigración gallega).
  - Medalla de Oro al Mérito Europeo.

## Cargos ostentados
- Sociedad y medicina:

- - Presidente de la Fundación La Rosaleda.
  - Presidente de Honor del Foro de Pensamiento y Opinión Galicia Milenio.
  - Miembro de Honor de la Asociación Española de Endoscopia Digestiva.

- Política:

- - Presidente de Honor del Intergrupo Camino de Santiago, en el Parlamento Europeo.
  - Presidente de Honor del Partido Popular de Galicia.